# Amorpha hyperbola
Amorpha hyperbola är en fjärilsart som beskrevs av Slosson. 1890. Amorpha hyperbola ingår i släktet Amorpha och familjen svärmare. Inga underarter finns listade i Catalogue of Life.